# Вилья-Долорес (Кордова)
Вилья-Долорес (исп. Villa Dolores) — город и муниципалитет в департаменте Сан-Хавьер провинции Кордова (Аргентина), административный центр департамента.

## История
В середине XIX века эти земли входили в состав провинции Сан-Луис. В 1858 году губернатор Хусто Даракт основал здесь поселение Ла-Крус. Впоследствии эти земли были аннексированы провинцией Кордова, и Ла-Крус стал городком Вилья-Долорес.